# Arthurdendyus triangulatus
Arthurdendyus triangulatus és una espècie de gran planària terrestre nadiua de Nova Zelanda. Els individus d'aquesta espècie fan uns 5 mm de longitud quan neixen i les formes adultes poden arribar als 17 cm.